# PMR 446
PMR446 (Personal Mobile Radio, 446 MHz) è un servizio di comunicazione radio bidirezionale allocato su una banda nella gamma UHF, liberamente utilizzabile senza licenza in molti paesi dell'Unione europea. La frequenza 446 MHz è destinata a un utilizzo collettivo in ambito privato, in assenza di sistemi di protezione e di ponti radio/ripetitori di qualsiasi genere, che ne cambierebbero lo stato d'uso.

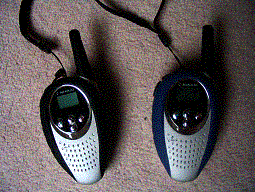
PMR 446

I sistemi PMR 446 sono cosa completamente diversa dai sistemi PMR (privo del termine "446"): quest'ultimo è sigla di Professional Mobile Radio, o Private Mobile radio, e indica i sistemi via radio, cosiddetti civili, utilizzati ad esempio dalle forze dell'ordine, da enti o società.
Esistono apparati PMR446 sia per segnale analogico sia per quello digitale, in questo caso denominati dPMR446 o PMR446-D; le due modalità di trasmissione sono incompatibili una con l'altra. È bene evidenziare che la modalità di trasmissione del segnale è cosa diversa dai subtoni, che nelle trasmissioni di segnale analogico possono essere tanto analogici quanto digitali.

## La storia
Negli Stati Uniti d'America, dopo la fine della seconda guerra mondiale, la Commissione Federale sulle Comunicazioni (FCC) autorizzò l'utilizzo di parte della banda UHF (tra i 460 e i 470 MHz) per servizi radio personali, o come normalmente conosciuti, Citizens' Band radio. Furono definite le classi di apparati CB, A e B, i secondi, con meno potenza e canali a disposizione, e quindi, requisiti tecnici meno stringenti. La tecnologia dell'epoca però non permetteva di costruire apparati poco costosi, per cui successivamente vennero autorizzate nuove frequenze per i servizi radio personali attorno ai 27 MHz, e con grande successo, vista la maggior semplicità costruttiva degli apparati.
Nel 1973, grazie all'approvazione dell'articolo 334 del D.P.R. nº 156/73, in Italia viene legalizzato l'uso della frequenza per apparati sulla Banda cittadina, inizialmente con l'uso di 23 canali, poi aumentati, per usi generali, prima a 34 e poi a 40. Negli Stati Uniti i servizi CB di tipo A e B nel tempo si sono evoluti rispettivamente nei servizi General Mobile Radio Service (GMRS) e Family Radio Service (FRS).
In Italia, negli anni novanta, vengono autorizzati 24 canali vicini alla frequenza dei 43 MHz, solo per uso specifico e quindi in maniera simile al GMRS statunitense, ma, date le caratteristiche della frequenza, con necessità di antenne di una certa dimensione e l'impossibilità di uso dei ponti ripetitori. Al contrario del GMRS, questo servizio ha condotto verso un utilizzo piuttosto limitato se non per l'uso di telemetria e radiocomando. In Europa le frequenze utilizzate dal sistema statunitense erano già occupate da altri servizi PMR, mentre la banda attorno ai 446 MHz era stata lasciata libera dai sistemi di telefonia mobile cellulare di prima generazione e quindi scelta a livello europeo, per l'equivalente europeo del servizio FRS, anche se in effetti più limitato, per potenze e canali utilizzabili.
Nel 2015 viene assegnata la banda 446,1-446,2 MHz ai PMR446 digitali.
Nel 2018 la banda dedicata ai PMR446 analogici e digitali viene unificata nella 446,0-446,2 MHz, ampliando la banda disponibile di entrambe le tipologie di apparati, raddoppiando il numero di canali utilizzabili: gli analogici "classici" passano da 8 a 16 canali e i digitali da 16 a 32.

## Apparecchi
Esistono molti tipi di PMR446: dalle radioline giocattolo per bambini ad apparecchi con le più svariate certificazioni (e quindi costi molto più alti), quali resistenza agli urti, resistenza all'acqua e alla polvere ecc e poter essere utilizzate nelle più svariate situazioni.
Esistono modelli omologati che incorporano, oltre alla banda PMR 446, anche quella LPD 433; i cosiddetti apparati "bibanda". Tali apparati sono, per ovvie ragioni, più versatili. Gli LPD dispongono di 69 canali.

## Il PMR 446 oggi
Le radio PMR 446 sono apparecchi generalmente economici, destinati ad un uso libero e non specifico (quindi non utilizzabili in ambito professionale).
Per legge la potenza di un PMR446 non deve superare i 500 mW ERP e gli apparati radio devono avere un'antenna integrata e inamovibile.
In pratica la distanza massima di collegamento a livello stradale (H = 1,50m) è di circa 5 km in assenza di ostacoli. Su queste frequenze i fenomeni tipici della propagazione ionosferica sono trascurabili, mentre posso essere assai rilevanti quelli della propagazione troposferica. Il record mondiale di comunicazione a lunga distanza con un PMR446 (535.8 km) è stato infatti realizzato, grazie a condizioni di propagazione troposferica particolarmente favorevoli, tra Blyth (23 m sopra il livello del mare), nel Regno Unito, ad Almere (3 m sotto il livello del mare), nei Paesi Bassi, dunque in assenza di copertura ottica.  Ovviamente, salendo di altezza la copertura ottica aumenta e rende possibili collegamenti a lunga distanza anche in assenza di propagazione troposferica. In alta montagna e in assenza di ostacoli, la portata ottica può raggiungere alcune centinaia di chilometri.
Il record italiano di collegamento, inteso come puramente amatoriale quindi non certificato, è stato fatto il 16 luglio 2006 con una distanza di 330 km dal Monte Cimone (Appennino Modenese, a 2200 m s.l.m.) al Monte Canin (Alpi Giulie, a 2000 m s.l.m.) utilizzando un apparato Oregon TP329 originale da operatori bolognesi.; la trasmissione è stata veicolata in diretta su internet - su sistema gateway EQSO - attraverso una postazione radiomobile collegata ad un pc portatile con connessione cellulare Gsm / Gprs sulle prime alture di Bologna (Eremo di Tizzano).
Inoltre, in alta montagna, sono stati posizionati dei "parrot" (pappagalli digitali) sperimentali, che registrano le conversazioni per 60 secondi su un canale/tono predisposto e li ritrasmettono - in differita - coprendo distanze notevoli. Tale artifizio radio risulta particolarmente interessante proprio per lo scopo dilettantistico della sperimentazione delle onde UHF, del bassissimo costo di realizzazione (circa 100 €) e dalla facilità di realizzazione che non necessita di approfondite conoscenze tecniche.
È bene sottolineare che l'uso di parrot, ripetitori, ponti radio e qualsiasi infrastruttura fissa è vietato in Italia e nei paesi UE per quanto riguarda la banda dedicata ai PMR446.

## PMR in Italia
In Italia l'utilizzo di apparati radio PMR-446 è libero e senza costi, sebbene questi debbano essere omologati secondo normativa.
A seguito della pubblicazione in Gazzetta Ufficiale dell'Art. 38 comma 1, lettere E, G del DL n.76 del 16/07/2020 "Misure di semplificazione per reti e servizi di comunicazioni elettroniche" viene soppresso l'obbligo di rendere la dichiarazione di inizio attività e di conseguenza non è più dovuto il versamento del contributo annuo di 12 € sia per PMR446 che per CB.
In Italia la vigente normativa vieta esplicitamente l'utilizzo di qualsiasi infrastruttura fissa (gateway, parrot, stazioni base, etc.) anche se costruite con apparati omologati.
Sono attive iniziative volte a utilizzare la banda PMR-446 per scopi di sicurezza in montagna (quali emergenza e prevenzione), o per creare una rete sperimentale alternativa di protezione civile d'emergenza. È inoltre attiva la Rete Radio Prepper una rete nazionale di informazione culturale e di sostegno emergenziale che utilizza apparati PMR446 e CB. Tra le iniziative più strutturate si segnala anche il Progetto PMR, una rete volontaria che promuove l'utilizzo consapevole delle radio PMR-446 per finalità di comunicazione. È bene specificare che tali progetti, sebbene di carattere nazionale e che ricevano la collaborazione di organizzazioni quali la Protezione Civile e il Club Alpino Italiano, sono sorrette da volontari e non assicurano una costante ed estesa rete di soccorso nelle zone alpine. Inoltre, sebbene queste realtà utilizzino determinate frequenze per operare, non sono di loro competenza né sono state assegnate loro in via esclusiva.

## Frequenze utilizzate
I PMR446 operano nella banda di frequenza 446,0-446,2 MHz e sono a disposizione sedici canali spaziati di 12,5 kHz per i segnali analogici e 32 canali spaziati di 6,25KHz per i segnali digitali.
È possibile filtrare le comunicazioni tramite l'utilizzo dei CTCSS (subtono analogico) e in alcuni apparati del DCS (Digital Code Squelch), in modo tale che solo l'apparato ricevente che usa lo stesso canale e lo stesso subtono (o codice DCS) venga desilenziato per una specifica comunicazione. Questo per evitare di ascoltare conversazioni a cui non si è interessanti, fermo restando che comunque questo non è un sistema di crittografia e si può essere ugualmente ascoltati da terzi. Si noti che il DCS non è prerogativa degli apparati che trasmettono il segnale audio in digitale (dPMR446 o PMR446-D), ma è normalmente disponibile anche su apparati analogici e non va confuso con la trasmissione digitale dell'audio.

### Crittografia
Al momento sono disponibili apparati radio PMR446 per trasmissione digitale in standard DMR Tier I (ETSI TS 102 361-1) o dPMR (ETSI TS 102 490). Sono stati inoltre autorizzati all'immissione sul mercato due apparati PMR446 in standard analogico/DMR e analogico/dPMR provvisti di funzionalità di crittografia utilizzando chiavi simmetriche a 40 e 32bit (rispettivamente modelli PD505LF di Hytera Mobilfunk e D200 di Midland). La Direzione Generale Pianificazione e Gestione Spettro Radioelettrico del ministero dello sviluppo economico ha inoltrato alla CEPT la richiesta di una chiara interpretazione normativa circa l'uso di dispositivi di crittografia delle trasmissioni con apparati PMR446. La CEPT ha risposto menzionando la "ECC Decision (15)05" in cui riporta al paragrafo e) del capitolo 3: "that it is not recommended that applications requiring encrypted speech should be used with PMR 446 radio equipment". L'utilizzo di dispositivi di crittografia su apparati PMR446 viene quindi sconsigliato ma non vietato.

## Differenze rispetto ad altri sistemi
Rispetto agli standard USA e australiani questo tipo di radio per comunicazioni personali è più limitata nelle potenze e nelle infrastrutture utilizzabili. Negli Stati Uniti è possibile utilizzare, da svariati anni, radio FRS (con 14 canali a disposizione) e GMRS (con 15 canali a disposizione con 7 in comune con il FRS e possibilità di uso di ripetitori), con potenza che per il FRS è di 500 mW, mentre il GMRS prevede anche l'uso di apparati veicolari e arriva a 50 watt. In Australia esiste una banda UHF CB con 40 canali e uso di toni subaudio, 5 watt di potenza, con la possibilità di installare ponti ripetitori.